# Southeastern
Southeastern Railway is een Britse spoorwegonderneming. Het bedrijf voert treindiensten uit in Londen en het gebied ten zuidoosten daarvan (Kent en East Sussex).
Southeastern is sinds 1 april 2006 de exploitant van de nieuwe 'Integrated Kent'-concessie. Deze concessie werd eind november 2005 aan Govia, een joint venture van Go-Ahead en Keolis, gegund. De concessie heeft een looptijd van twaalf jaar.
Southeastern verving het voormalige South Eastern Trains. Sinds juni 2009 exploiteert Southeastern ook binnenlandse hogesnelheidstreinen over de High Speed 1. Bij Hitachi werden daarvoor 29 zesdelige  Class 395 treinstellen besteld.

## Vloot
| Familie                | Klasse        | Image | Type | Max.snelheid | Max.snelheid | Aantal    | Carriages | Routes                              | Gebouwd in | In dienst sinds |
| Familie                | Klasse        | Image | Type | mph          | km/h         | Aantal    | Carriages | Routes                              | Gebouwd in | In dienst sinds |
| ---------------------- | ------------- | ----- | ---- | ------------ | ------------ | --------- | --------- | ----------------------------------- | ---------- | --------------- |
| Bombardier Electrostar | 375           |       | EMU  | 100          | 160          | 10        | 3         | Main line routes                    | 1999–2005  | 2006            |
| Bombardier Electrostar | 375           | 102   | EMU  | 100          | 160          | 4         |           | Main line routes                    | 1999–2005  | 2006            |
| Bombardier Electrostar | 375           |       |      |              |              |           |           |                                     |            |                 |
| Bombardier Electrostar | 375           |       |      |              |              |           |           |                                     |            |                 |
| Bombardier Electrostar | 376           |       | EMU  | 75           | 120          | 36        | 5         | Metro routes                        | 2004–2005  | 2006            |
| Bombardier Electrostar | 376           |       |      |              |              |           |           |                                     |            |                 |
| Bombardier Electrostar | 377/1         |       | EMU  | 100          | 160          | 2         | 4         | Main line routes                    | 2003       | 2017            |
| Bombardier Electrostar | 377/5         | 23    | EMU  | 100          | 160          | 2008-2009 | 4         | Main line routes                    | 2016-2017  |                 |
| Bombardier Electrostar | 377/5         |       |      |              |              |           |           |                                     |            |                 |
| Hitachi AT300          | 395 Javelin   |       | EMU  | 140          | 225          | 29        | 6         | High Speed 1 services               | 2007–2009  | 2009            |
| Hitachi AT300          | 395 Javelin   |       |      |              |              |           |           |                                     |            |                 |
| Networker              | 465           |       | EMU  | 75           | 120          | 147       | 4         | Main line and metro routes          | 1991–1994  | 2006            |
| Networker              | 465           |       |      |              |              |           |           |                                     |            |                 |
| Networker              | 466           |       | EMU  | 75           | 120          | 43        | 2         | Metro and limited main line routes. | 1993–1994  | 2006            |
| Networker              | 466           |       |      |              |              |           |           |                                     |            |                 |
| Desiro City            | 707 City Beam |       | EMU  | 100          | 161          | 14        | 5         | Metro routes                        | 2015–2018  | 2021            |
| Desiro City            | 707 City Beam |       |      |              |              |           |           |                                     |            |                 |